# طواف إيطاليا 1958
طواف إيطاليا 1958 هو سباق دراجات هوائية أقيم في إيطاليا بتاريخ 18 مايو - 8 يونيو، تكون السباق من 20 مرحلة وامتدّ لمسافة 3341.1 كم بسرعة 36.274 كم/س، استغرق السباق 92 ساعة 09 دقيقة 30 ثانية. فاز به الإيطالي إركولي بالديني.